# Arne (Tessàlia)
Arne (en grec antic Ἄρνη) era la ciutat principal dels beocis que vivien a l'antiga Tessàlia.
Es deia que el seu nom derivava d'Arne, la filla d'Èol, segons Pausànias. Es creia que la ciutat va ser fundada tres generacions abans de la guerra de Troia. Segons Tucídides, els beocis van ser expulsats d'Arne pels tessalis seixanta anys després de la guerra de Troia i es van establir al país que es va anomenar Beòcia per ells i on van fundar la ciutat d'Arne. Però altres autors, com ara Estrabó, inverteixen l'ordre dels esdeveniments, i diuen que l'Arne de Tessàlia va ser fundada pels beocis, que havien estat expulsats del seu país pels pelasgs. Esteve de Bizanci deia que més tard la ciutat de Cièrion es va construir al lloc on hi havia hagut Arne, cosa que va ser acceptada per William Smith al segle xix. Altres autors situen Arne en un lloc proper, però no a Cièrion.